# Запольная (Тотемский район)
Запольная — деревня в Тотемском районе Вологодской области.
Входит в состав Медведевского сельского поселения, с точки зрения административно-территориального деления — в Медведевский сельсовет.
Расположена на левом берегу реки Малая Нореньга. Расстояние до районного центра Тотьмы по автодороге — 19,4 км, до центра муниципального образования посёлка Камчуга по прямой — 7 км. Ближайшие населённые пункты — Горелая, Лобаниха, Медведево, Совинская.
По переписи 2002 года население — 2 человека.